# Lector de pantalla
Un lector de pantalla es una aplicación software que trata de identificar e interpretar aquello que se muestra en pantalla. Esta interpretación se representa a continuación al usuario mediante sintetizadores de texto a voz, iconos sonoros, o una salida braille. 

## Introducción
Los lectores de pantalla se han vuelto tendencia en el mundo de la discapacidad visual, misma que está permitiendo que las personas con discapacidad visual sean incluidas en las aplicaciones tecnológicas existentes.
Los lectores de pantalla son una forma de tics educativos creados por PCD para PCD, existen algunas como JAWS, NVDA, VoiceOver, teléfonos inteligentes, entre otros, se incluye SIRI. Todos estos programas ayudan a que las personas con discapacidad se sientan al mismo nivel de las otras personas sin discapacidad.
Con estos lectores la persona con discapacidad visual podrá tranquilamente salir de casa con una guía desde su teléfono inteligente, así podrá evitar tener accidentes con obstáculos que estén en las calles o al cruzar las mismas.
En la actualidad, ha sido de mucha ayuda para las personas con discapacidad visual que se han empeñado en superar su discapacidad y llevar una vida cotidiana normal, como la de cualquier otra persona.

## Tipos de lectores de pantalla

### Lectores de pantalla con voz
Algunas opciones de lectores de pantalla con voz o también llamados navegadores parlantes que utilizan las personas con algún grado de limitación visual son:
NonVisual Desktop Access (NVDA), Jaws for windows, Voice Over, PwWebSpeak, Orca, Home Page Reader o terminales Braille. Estos lectores de pantallas permiten al usuario con limitación visual desplazarse por todas las áreas que aparecen en pantalla y acceder a las aplicaciones del ordenador solo con el manejo del teclado, haciendo uso de diferentes comandos.

### CLI (texto)
En sistemas operativos más antiguos, como MS-DOS que empleaban una interfaz de línea de comandos (CLI Command Line Interface), la pantalla constaba de caracteres directamente mapeados en un buffer de memoria y una posición del cursor. La entrada se hacía con el teclado. 
En los 80, el RCEVH (Research Centre for the Education of the Visually Handicapped) en la Universidad de Birmingham, desarrolló un lector de pantalla para el BBC Micro y el portátil NEC.

### GUI

#### Modelo fuera de pantalla
Con la llegada de la interfaz gráfica de usuario (GUI) la situación se complicó. Una interfaz gráfica tiene caracteres y gráficos dispuestos en la pantalla en posiciones concretas, y por tanto, no hay una representación puramente textual de los contenidos gráficos de la pantalla. Los lectores de pantalla están por consiguiente, forzados a utilizar nuevas técnicas de bajo nivel, para recuperar mensajes del sistema operativo y usarlos para construir el "off-screen model" (modelo fuera de la pantalla), una representación de la pantalla, en la que se almacena el texto necesario.
Por ejemplo, el sistema operativo puede enviar mensajes para dibujar un botón con su texto. Estos mensajes son interceptados y utilizados para construir ese modelo. El usuario puede alternar entre los controles (como los botones) disponibles en la pantalla y las etiquetas y los contenidos de los controles podrán ser leídos o mostrados en un dispositivo braille (por ejemplo una línea braille).
Los lectores de pantalla también pueden comunicar información de menús, controles, y otras construcciones visuales para permitir a los usuarios ciegos interactuar con estas construcciones. Sin embargo, el crear el "off-screen model" (modelo fuera de la pantalla) es un desafío técnico importante.

#### API de accesibilidad
Los diseñadores de sistemas operativos y aplicaciones han intentado atacar estos problemas proporcionando vías de acceso a estos lectores para acceder a los contenidos sin tener que mantener ningún "off-screen model" (modelo fuera de pantalla). Esto implica la provisión de un acceso alternativo a lo que se muestra en pantalla a través de un API. Entre las API existentes, cabe destacar:
- Apple Accessibility API.
- AT-SPI.
- IAccessible2.
- Microsoft Active Accessibility (MSAA).
- Microsoft UI Automation.
- Java Access Bridge.

### Aplicación con voz
Algunos programas, en sí mismos incluyen mecanismos para generar eventos sonoros que pueden ayudar a personas ciegas o a personas que no pueden ver la pantalla. Estos programas pueden ser otra forma de tecnología asistida si están diseñados para eliminar la necesidad de utilizar lectores de pantalla.

### Lectores basados en web
Un campo de desarrollo, relativamente nuevo, son las aplicaciones basadas en web como los Talklets que utilizan JavaScript para añadir funcionalidad texto-a-voz al contenido web. El público principal de este tipo de aplicaciones es aquel con dificultades de lectura porque posee dificultad de aprendizaje o barreras lingüísticas. Aunque la funcionalidad está limitada en comparación con aplicaciones de escritorio, el mayor beneficio es el incremento de accesibilidad de dichos sitios cuando se muestran en equipos públicos donde los usuarios no tienen permiso para instalar su propio software, dando a la gente mayor libertad.

## Lectores
| Nombre                          | Autor                    | Sis.Oper.                         | Licencia                                                      | Notas |
| ------------------------------- | ------------------------ | --------------------------------- | ------------------------------------------------------------- | --- |
| JAWS                            | Freedom Scientific       | Windows y DOS                     | Comercial para Windows; gratis para DOS                       | Incluye soporte para MSAA, Java Access Bridge, y PDF. |
| PCVoz                           | EzHermatic               | Windows                           | Comercial                                                     | Disponible para comprar o descargar versión de evaluación. Soporta MSAA. |
| HAL                             | Dolphin Computer Access  | Windows                           | Comercial                                                     | Soporta MSAA, Java Access Bridge, y PDF. |
| SodelsCot                       | Sodels Factory           | Windows                           | Comercial                                                     | Convierte a voz texto copiado o tecleado en cualquier programa Windows. Incluye voces en castellano y puede utilizar otras compatibles con SAPI5. Puede crear ficheros wav y mp3.                                         |
| Microsoft Narrator              | Microsoft                | Windows                           | Comercial                                                     | Viene de serie con Windows, este lector básico utiliza MSAA. |
| Window-Eyes                     | GW Micro                 | Windows                           | Comercial                                                     | Disponible para comprar o descargar la versión demostrativa de 30 min. Soporta MSAA. |
| 95Reader                        | SSCT                     | Windows                           | Comercial                                                     | Japonés. |
| Blindows                        | Audiodata                | Windows                           | Comercial                                                     | Soporta Microsoft Active Accessibility (MSAA) y el Java Access Bridge. |
| BRLTTY                          | The BRLTTY Team          | *nix y la consola de Windows      | Gratuito. Código abierto (GPL2)                               | Disponible para descargarse. |
| Edbrowse                        | Karl Dahlke              | Xonsola *nix                      | Gratuito y código abierto                                     | Crea un escritorio auditivo completo, incluyendo acceso web con soporte javascript. |
| Emacspeak                       | T. V. Raman              | Emacs (on *nix)                   | Gratuito y código abierto                                     | Convierte Emacs en un escritorio completamente auditivo. |
| FreedomBox System Access        | Serotek                  | Windows                           | Comercial                                                     | Trial disponible. Soporta Microsoft Internet Explorer, Outlook Express, Outlook, y Word, y leer pero no editar PowerPoint y Excel. No soporta Java, JavaScript, ni Flash.                                                 |
| Gnopernicus                     | BAUM Engineering         | *nix                              | Software libre y gratuito                                     | Venía incluido con GNOME, pero fue reemplazado por Orca. Incluía un ampliador de pantalla (lupa). |
| HT Reader                       | HT Visual                | Windows                           | Comercial                                                     | Incluye soporte para MSAA y PDF. |
| iZoom                           | Issist                   | Windows                           | Comercial                                                     | Magnificador de pantalla. Incluye soporte para Mozilla Firefox. |
| Linux Screen Reader (LSR)       | IBM                      | *nix                              | Gratuito y código abierto                                     | Soporta AT-SPI. |
| LookOUT                         | Choice Technology        | Windows                           | Comercial                                                     | También disponible integrado con un magnificador de pantalla. |
| Magic                           | Freedom Scientific       | Windows                           | Comercial                                                     | Magnificador que Puede utilizarse junto con JAWS. |
| Mobile Speak                    | Code Factory             | Symbian OS, Windows Mobile        | Comercial                                                     | Revisor para celulares Versión Trial, limitada a un mes de tiempo. |
| Model T Reader                  | Dolphin Computer Access  | DOS                               | Gratuito                                                      | |
| NonVisual Desktop Access (NVDA) | NV Access                | Windows                           | Gratuito y open source (GPL2)                                 | Programable en Python. Soporta Mozilla Firefox, Microsoft Internet Explorer, Word, Excel y Outlook Express, entre otros . Soporta contenido de red mediante JavaScript. El soporte IAccessible2 está siendo implementado. |
| Orca                            | GNOME                    | *nix                              | Software libre y gratuito                                     | Desarrollado por GNOME. Soporta AT-SPI. |
| PC-Talker                       | Kochi System Development | Windows                           | Comercial                                                     | Lector Japonés. Soporta MSAA y Flash |
| Pocket Hal                      | Dolphin Computer Access  | Windows Mobile PDA and PDA Phones | Comercial                                                     | Disponible para descargar la versión de evaluación de 30 días. |
| Simply Talker                   | EcoNet International     | Windows                           | Comercial                                                     | Versión Trial disponible. |
| Smart Hal                       | Dolphin Computer Access  | Windows Mobile and WM Smartphone  | Comercial                                                     | Disponible para descargar la versión de evaluación de 30 días. |
| SUSE-Blinux                     | Novell                   | Linux                             | Gratuito y código abierto                                     | |
| Supernova                       | Dolphin Computer Access  | Windows                           | Comercial                                                     | Incluye un magnificador de pantalla y salida a dispositivos Braille. Disponible para descarga versión de evaluación de 30 días. Soporta MSAA, Java Access Bridge, y PDF.                                                  |
| Talks                           | Nuance Communications    | Symbian OS Series 60 u 80         | Comercial                                                     | revisor de pantalla para celulares Disponible para descargar la versión de evaluación de 30 días, previa solicitud de la licencia.                                                                                        |
| Thunder ScreenReader            | Sensory Software         | Windows                           | Gratuito para uso personal; precio negociable en otros casos. | Soporta MSAA. |
| Virgo                           | BAUM Retec AG            | Windows                           | Comercial                                                     | Disponible para descargar la versión de evaluación. Soporta MSAA y Java Access Bridge. |
| Virtual Vision                  | MicroPower               | Windows                           | Comercial                                                     | Soporta MSAA. |
| VoiceOver                       | Apple                    | Mac OS X                          | Comercial                                                     | Distribuido con Mac OS X, utiliza el Apple Accessibility API. |
| ZoomText                        | Ai Squared               | Windows, Mac OS X                 | Comercial                                                     | Magnificador que incluye síntesis de voz. Disponible para descargar la versión de evaluación. |